# اندی برنارد
اندرو بینز برنارد (متولد با نام والتر باینس برنارد جونیور در سال ۱۹۷۳) یک شخصیت خیالی در مجموعه تلویزیونی کمدی اداره است که توسط اد هلمز به تصویر کشیده‌است. او در ابتدا پس از انتقال جیم هالپرت از اسکرانتون به عنوان مدیر فروش در شعبه استمفورد به عنوان مدیر فروش منطقه‌ای شرکت داندر میفلین معرفی شد و در نهایت در قسمت «ادغام» به شعبه اسکرانتون منتقل می‌شود. وی پس از جدایی مایکل اسکات از مجموعه، در اولین قسمت فصل هشتم با اجازه از رابرت کالیفرنیا، مدیر منطقه‌ای در شعبه اسکرانتون می‌شود، هرچند قبل از بازگرداندن مجدد پست توسط دیوید والاس ، مدیر عامل جدید، موقتاً از کار برکنار و برای مدت کوتاهی نلی برترام جایگزین او می‌شود.
اندی در نسخه اصلی بریتانیایی هیچ همتایی ندارد. با این حال، از فصل هشت به بعد، برخی از ویژگی‌های او (مانند موقعیت خود به عنوان مدیر منطقه‌ای، عدم مهارت در مدیریت و تلاش ناموفق او در حرفه ای در سرگرم کردن کارمندان) یادآور دیوید برنت ، همتای انگلیسی مایکل اسکات است.
شخصیت او ناامن است، ظاهراً این به دلیل روابط والدین تیره و تار است و نگرش‌های خودمحورانه و متکبرانه را نشان می‌دهد. علی‌رغم این، نشان داده شده‌است که وی در مواردی بسیار مهربانانه با همکارانش و حتی گاهی مانند یک برادر با آن‌ها رفتار می‌کند. در فصل ۶ قسمت ۱۷، اندی فاش می‌کند که پدر و مادرش در ابتدا او را والتر جونیور نامیده‌اند، اما پس از تولد برادر نوزادش در ۶ سالگی، والدین وی احساس کردند که برادر نام والتر جونیور را بهتر نشان می‌دهد. پدر و مادرش سپس نام او را به اندرو تغییر دادند، نامی که از کتاب نام کودک تهیه کردند. او اغلب به تحصیلات خود در دانشگاه کرنل اشاره می‌کند، جایی که او عضوی از یک گروه آکاپلا بود، و این باعث عشق او به آواز تئاتری شد. اندی نگرش چشمی نسبت به مافوق خود و همچنین مسائل شدید کنترل خشم را نشان می‌دهد. او درگیر رابطه طولانی مدت اما ناموفق با حسابدار آنجلا مارتین می‌شود، اما بعداً ارتباط عمیق‌تری با ارین هانون مسئول پذیرش پیدا می‌کند. با این حال، رابطه در طول فصل نهم شروع به خراب شدن می‌کند و سرانجام رابطه خود را به هم می‌زنند.
اگرچه هلمز برای بازی در نقش اندی مورد ستایش قرار گرفت، اما این شخصیت مورد استقبال متفاوت قرار گرفت. اندی به عنوان یکی از آزار دهنده‌ترین شخصیت‌های تلویزیونی سال ۲۰۱۱ توسط مجله والچر معرفی شد. در مقابل، مجله نرو او را به عنوان دومین شخصیت خنده‌دار این مجموعه پشت سر مایکل اسکات رتبه‌بندی کرد.